# 巨蟹宮
巨蟹宮（きょかいきゅう）は、黄道十二宮の4番目である。かに座。
獣帯の黄経90度から120度までの領域で、だいたい6月22日（夏至）から7月23日（大暑）の間まで太陽が留まる（厳密には、太陽通過時期はその年ごとに異なる）。
四大元素の水に関係していて、天蝎宮・双魚宮と一緒に水のサインに分類される。対極のサインは磨羯宮である。
スロベニア発行の0.5ユーロ硬貨にはかに座が描かれている。同国が独立を宣言した1991年6月25日のサン・サイン（太陽が位置していたサイン）が巨蟹宮だったことにちなむ。実際には、太陽がかに座に位置していたわけではないので、かに座の星の並びを描いたのは誤りである。

## 巨蟹宮のデータ
- アストロロジカルシンボル -
- ゾディアックシンボル - 蟹
- 標準的な期間 - 6月22日-7月22日
- 2区分 - 女性
- 3区分 - 活動
- 4区分 - 水
- 居住の座 - 月
- 高揚の座 - 木星。海王星も占星術師によっては巨蟹宮の高揚の座とすることもあるが、これについては様々な議論がある。
- 障害の座 - 土星
- 転落の座 - 火星

## 符号位置
| 記号 | Unicode | JIS X 0213 | 文字参照         | 名称   |
| ---- | ------- | ---------- | ---------------- | ------ |
| ♋   | U+264B  |            | &#x264B; &#9803; | CANCER |